# Horst Mahler
Horst Mahler (Haynau,  23 de enero de 1936-Berlín, 27 de julio de 2025) fue un abogado alemán conocido por haber sido miembro fundador de la organización revolucionaria Fracción del Ejército Rojo en la década de 1970, y posteriormente por sus posiciones neonazis y negacionistas.

## Biografía
Hijo de militantes del NSDAP, Mahler apoyó en su juventud a los movimientos izquierdistas alemanes. Se convirtió en uno de los miembros fundadores de la Fracción del Ejército Rojo (RAF) en 1970 y participó en robos y en el escape de prisión de Andreas Baader. Huyó como muchos otros militantes a los campamentos palestinos en Jordania, siendo finalmente encarcelado durante varios años en este país, y luego en Alemania.
El 8 de octubre de 1970, fue arrestado junto a Brigitte Asdonk, Ingrid Schubert, Irene Goergens y Monika Berberich, y todos fueron puestos en aislamiento total. Durante el proceso judicial en su contra fue defendido por Otto Schily, quién de 1998 a 2005 sería Ministro Federal del Interior durante el gobierno de Gerhard Schröder.
A principios de la década de 1980, gracias a su nuevo abogado Gerhard Schröder (futuro Canciller de Alemania), fue liberado después de haber cumplido dos tercios de la condena, y en 1987 se reincorporó al Colegio de Abogados de Alemania. Pero durante su detención, Mahler cambió sus opiniones políticas. En agosto de 2000, se unió al Partido Nacionaldemócrata de Alemania (NPD), un partido alemán de extrema derecha, y apoyó abiertamente sus ideas.
Fue condenado en numerosas ocasiones entre 2004 y 2009 por los tribunales alemanes debido a su negacionismo del Holocausto y su apología al nazismo.
En julio de 2015 fue excarcelado por razones de salud. El 19 de abril de 2017, Mahler debía reingresar a prisión debido a una serie de ofensas cometidas durante su detención, pero en lugar de eso escapó del país. Considerado un fugitivo, fue arrestado el 15 de mayo de 2017 en Hungría y entregado a las autoridades alemanas el 13 de junio.
Mahler salió de prisión el 27 de octubre de 2020.